# Komunitní rada Brooklynu 4
Komunitní rada Brooklynu 4 (Brooklyn Community Board 4) je komunitní rada v Brooklynu v New Yorku.
Zahrnuje části Bushwick a Ridgewood. Ohraničuje ji na západě Broadway, na severu Flushing Avenue, na východě Queens a Vermont Avenue a na severu Highland Avenue. Předsedkyní je Anna Gonzales a správcem Nadine Whitted-LeBron. V roce 2000 zde žilo 104 358 obyvatel a rozloha činí 5,3 km².